# A Daughter of Eve (film 1914)
A Daughter of Eve è un cortometraggio muto del 1914 diretto da Barry O'Neil su un soggetto di William Henry Kitchell. Prodotto dalla Lubin Manufacturing Company, aveva come interpreti Ethel Clayton, Joseph Kaufman, Charles Brandt, Gaston Bell.

## Produzione
Il film fu prodotto dalla Lubin Manufacturing Company.

## Distribuzione
Distribuito dalla General Film Company, il film - un cortometraggio in due bobine - uscì nelle sale degli Stati Uniti il 6 agosto 1914. In Danimarca, fu distribuito il 28 dicembre 1914 con il titolo En Eva Datter.